# Aydar Bekzhanov
Aydar Bolatovich Bekzhanov (Aqtöbe, 20 maggio 1993) è un ex pattinatore di short track kazako.

## Biografia
Ha rappresentato il Kazakistan ai Giochi olimpici di Vancouver 2010, dove si è stato squalificato nei 500 metri ed ha concluso al ventottesimo posto nei 1000 metri.
Ha ottenuto il primo successo internazionale ad una grande manifestazione sportiva vincendo il bronzo con Artur Sultangaliyev, Nurbergen Zhumagaziyev, Abzal Azhgaliyev e Fedor Andreyev, nella staffetta 5000 metri, ai Giochi asiatici invernali di Astana e Almaty 2011.
Ha rappresentato nuovamente il Kazakistan ai Giochi olimpici di Soči 2014, dove si è classificato ventesimo nei 500 metri, ventinovesimo nei 1500 metri e quinto nella staffetta 5000 metri, con i connazionali Abzal Azhgaliyev, Denis Nikisha, Nurbergen Zhumagaziyev.
All'Universiade invernale di Almaty 2017 ha vinto la medeglia di bronzo nella staffetta 5000 metri, gareggiando con Abzal Azhgaliyev, Denis Nikisha, Nurbergen Zhumagaziyev.

## Palmarès
- Giochi asiatici invernali

Astana e Almaty 2011: bronzo nella staffetta 5000 m;
- Universiadi

Almaty 2017: bronzo nella staffetta 5000 m;